# 王吉民
王吉民（1889年—1972年），又名嘉祥，号芸心，男，广东东莞人，中国医史学家，曾任中华医学会副会长。